# Phanaeus triangularis
Phanaeus triangularis là một loài bọ cánh cứng trong họ Bọ hung (Scarabaeidae).